# Хотомля (озеро)
Хото́мля (бел. Хато́мля, Хотам'е, Святое) — озеро в Круглянском районе Могилевской области Беларуси. Относится к бассейну реки Ослик. Памятник природы.

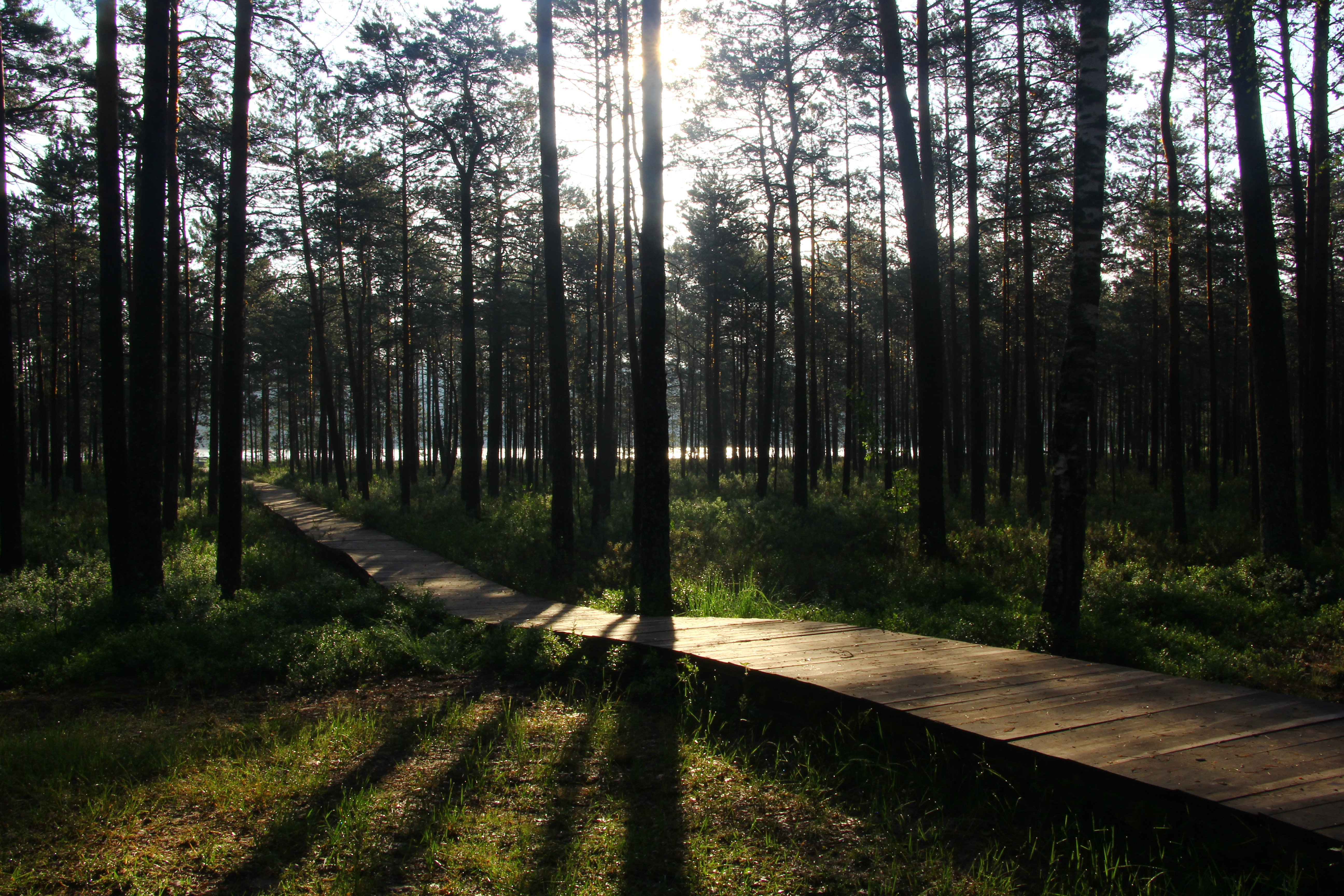
Сосновый лес у Хотомли

## Описание
Озеро расположено в 23 км на юго-запад от города Круглое, в 3 км на запад от деревни Шепелевичи на границе Белыничского и Круглянского районов. Относится к бассейну реки Ослик (правому притоку реки Друть).
Площадь поверхности озера составляет 0,08 км². Длина — 0,34 км, наибольшая ширина — 0,29 км. Длина береговой линии — около 1 км, наибольшая глубина — 8 м, объём воды — 0,25 млн м³.
Местность, где располагается озеро, — равнинная, густо заросшая лесом, болотистая.

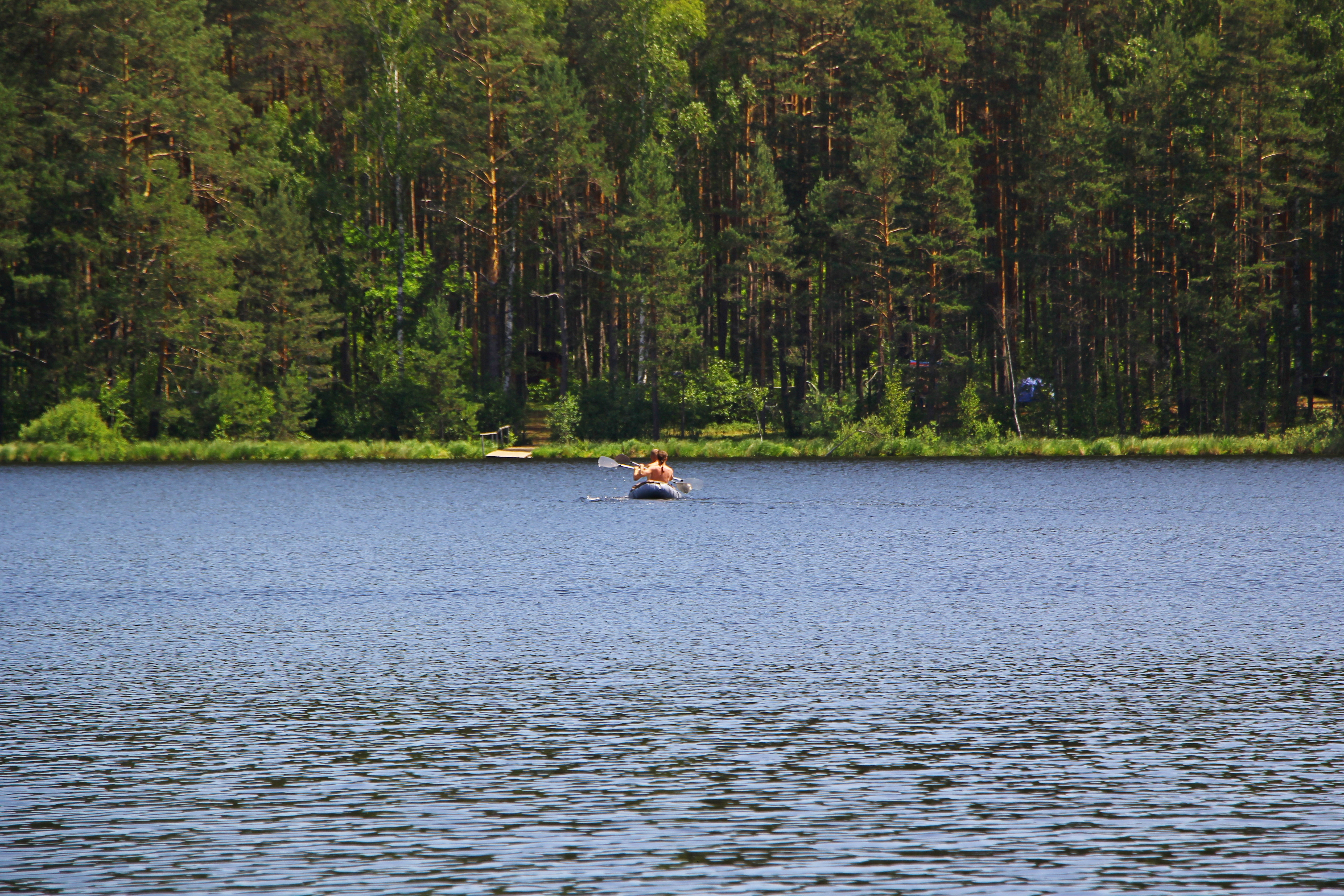
Лето на озере Хотомля

Местное название озера — Святое. Существует легенда, согласно которой раньше на месте озера была деревня с храмом. Воду считают целебной, она не цветёт и не имеет запаха. Есть предположение, что причина этого — высокое содержание ионов серебра в воде.
В озере водится окунь, щука; произрастает водяной орех, занесённый в Красную книгу Республики Беларусь.
Озеро Хотомля — излюбленное место отдыхающих. Наиболее часто на озеро приезжают летом. Вокруг озера растёт сосновый лес, много грибов и ягод (черника, брусника, клюква). Сотрудники Шепелевичского лесничества, к которому территориально относится озеро, поддерживают окружающую территорию в чистом виде. Глубина озера начинается резко с берегов. Подходы к воде оборудованы мостками. Рядом с беседками есть запасы дров.